# 港澳個人遊
港澳個人遊又稱港澳自由行（英語：Individual Visit Scheme），是一個准許中国内地居民以個人方式前往港澳地區旅遊的計劃，自2003年7月28日开始推行，后多次扩大适用人群及放宽政策细节。根据计划，指定城市户籍居民可以办理手续简便的“个人旅游（G）”签注自行前往香港及澳門并可最多逗留7天，現時共有59座城市在该计划之中；计划以外城市户籍的居民可办理“团队旅游（L）”签注在不跟团的情况下自行前往港澳地区，相关要求和自由行计划内的城市居民相同；深圳和珠海戶籍居民可以申請一年多次「個人遊」簽注分别赴香港和赴澳门。
随着自由行政策的启动，中國内地旅遊访問香港人次由2002年的638万大幅度增加至2013年的4,075万，佔每年訪港旅客總數比例由41.2%急升至75%，其中国庆节、春节等中國内地主要長假期是港澳個人遊的高峰期。2012年中國内地旅客消費為香港帶來261億元增加值，等於本地生產總值的1.3%。
对于香港，自由行被喻為一把“雙刃劍”，一方面惠及经济，創造就業機會，一方面製造了不少社會問題。隨著中國内地旅客逐年增加，社會問題逐步衍生，包括「雙非」、水貨客（造成香港居民的日用品供应短缺、公共服务及交通系统等負荷過重）、通貨膨脹（商铺租金攀升引致物价上涨、零售业为迎合中國内地旅遊而貨源愈趋单一化）及文化衝突（中港矛盾）等，對香港社會的負面影響逐漸浮現，亦让社会开始反思香港旅游业的接待和承受能力。
而在中国内地，由于香港和澳门虽已回归多年且开放个人游后内地游客已在港澳两地旅游业中占据了大半份额，但内地居民前往港澳地区仍需办理签注且7天的停留期远低于日本和美国等国公民90天的免签证停留期，再加上新加坡等发达国家已对中国公民免签证，因此出现了“去新加坡比去香港还容易”的论调，以及希望进一步放宽港澳个人游政策（如增加签注次数和延长停留期）的呼声。此外零团费旅行团等宰客行为以及与个人游有关的抗议活动也使内地游客对香港旅游业产生怀疑。

## 背景
香港自1997年交接後，先後發生亞洲金融風暴和非典型肺炎疫情，重創香港經濟和旅遊業，加上市民不滿特首董建華的施政表現，民望低迷，對政府怨氣相當深，終致使2003年50萬人七一大遊行的爆發。中央政府為盡快進動經濟以挽回港府的民心6月29日，《內地與港澳關於建立更緊密經貿關係的安排》簽署，同時港澳個人遊隨即於7月28日開始實施。
香港政府認為大量中國内地遊客有助於刺激香港經濟。早於2003年春天，當時香港行政會議成員梁振英代表特首董建華，商討中央政府開放内地遊客到訪香港的計劃。中央政府官員曾道：「你好好考慮清楚了。中央不是不願撐香港，只是擔心我們這邊門一打開是關不上的。日後那麼多內地遊客去香港有可能引起逾期居留及治安等問題，香港承受得了嗎？」梁振英回話：「這些顧慮我們早就思考過了，既然中央支持開放自由行，香港會把所有準備工作都做好的。我們對香港的警察、海關、入境處的工作都有信心。」

## 政策细节
内地居民凭有效往来港澳通行证和相关签注方可前往香港或澳门，每次可停留7天。办理个人或团队旅游签注无需提供证明材料。
具体的实现方式如下：

### 一次或两次有效签注
一次或两次签注包括个人旅游（G）和团队旅游（L）两种类型，详情如下：
| 有效期和次数 | 香港 | 澳门 |
| ------------ | ---- | ---- |
| 1年两次      | 是   | 否   |
| 3个月两次    | 是   | 否   |
| 1年一次      | 是   | 是   |
| 3个月一次    | 是   | 是   |

下表中列出的31个省区市共59座城市的户籍居民可办理个人旅游（G）签注：
| 区域     | 省区市           | 城市 |
| -------- | ---------------- | --- |
| 中南地区 | 广东省           | 广州市B、深圳市B、中山市A、佛山市A、江门市A、东莞市A、珠海市B、惠州市B、肇庆市D、潮州市D、汕头市D、清远市D、梅州市D、云浮市D、湛江市E、河源市E、韶关市E、汕尾市E、阳江市E、揭阳市E、茂名市E |
| 中南地区 | 海南省           | 海口市I |
| 中南地区 | 广西壮族自治区   | 南宁市I |
| 中南地区 | 湖北省           | 武汉市J |
| 中南地区 | 湖南省           | 长沙市I |
| 中南地区 | 河南省           | 郑州市J |
| 华东地区 | 直辖市           | 上海市C |
| 华东地区 | 江苏省           | 南京市F、苏州市F、无锡市F |
| 华东地区 | 浙江省           | 杭州市F、宁波市F、台州市F |
| 华东地区 | 安徽省           | 合肥市J |
| 华东地区 | 山东省           | 济南市H、青岛市K |
| 华东地区 | 福建省           | 福州市F（鼓楼区、台江区、仓山区、晋安区、马尾区）、厦门市F、泉州市F |
| 华东地区 | 江西省           | 南昌市I |
| 华北地区 | 直辖市           | 北京市C、天津市G |
| 华北地区 | 河北省           | 石家庄市J |
| 华北地区 | 山西省           | 太原市L |
| 华北地区 | 內蒙古自治區     | 呼和浩特市L |
| 东北地区 | 辽宁省           | 沈阳市H、大连市H |
| 东北地区 | 吉林省           | 长春市J |
| 东北地区 | 黑龍江省         | 哈尔滨市L |
| 西南地区 | 直辖市           | 重庆市G（渝中区、江北区、沙坪坝区、九龙坡区、南岸区、大渡口区、渝北区、巴南区、北碚区、长寿区、涪陵区、万州区、江津区、永川区、合川区）                                                     |
| 西南地区 | 四川省           | 成都市H |
| 西南地区 | 贵州省           | 贵阳市I |
| 西南地区 | 云南省           | 昆明市I |
| 西南地区 | 西藏自治區       | 拉萨市L |
| 西北地区 | 陕西省           | 西安市K |
| 西北地区 | 甘肅省           | 蘭州市L |
| 西北地区 | 青海省           | 西寧市L |
| 西北地区 | 寧夏回族自治區   | 銀川市L |
| 西北地区 | 新疆維吾爾自治區 | 烏魯木齊市L |

上标注释：
A - 2003年7月28日起推行

B - 2003年8月20日起推行

C - 2003年9月1日起推行

D - 2004年1月1日起推行

E - 2004年5月1日起推行（至此廣東省所有城市開通）

F - 2004年7月1日起推行

G - 2005年3月1日起推行（至此所有直辖市开通）

H - 2005年11月1日起推行

I - 2006年5月1日起推行

J - 2007年1月1日起推行

K - 2024年3月6日起推行

L - 2024年5月27日起推行（至此所有省会、自治区首府和副省級城市開通）
所有内地居民都可以办理团队旅游（L）签注。自2017年8月和9月起，持有该类签注者可自行前往香港和澳门，不再需要向旅行社购买“送关”服务（该服务是指旅行社将旅客信息写入团队名单并报送给中国边检以供旅客在口岸办理出境手续，但实际上并不组织旅游团），因此未开放港澳个人游城市的居民事实上也可以享受自由行待遇。

### 多次有效签注
以下人士（国家工作人员和现役军人除外）可办理有效期为1年、多次有效的个人旅游（G）签注：
| 适合人士                                 | 签注类型           | 说明                             | 实施日期                                                                 |
| ---------------------------------------- | ------------------ | -------------------------------- | ------------------------------------------------------------------------ |
| 深圳市户籍居民或居住证持有人             | 赴香港一签多行签注 | 有效期内可不限次数往来香港       | 2009年4月1日起（2015年4月13日-2024年11月30日期间仅允许户籍居民一周一行） |
| 珠海市户籍居民                           | 赴澳门一周一行签注 | 有效期内每个自然周可前往澳门一次 | 2025年1月1日起                                                           |
| 横琴粤澳深度合作区户籍居民或居住证持有人 | 赴澳门一签多行签注 | 有效期内可不限次数往来澳门       | 2025年1月1日起                                                           |

## 政策调整及改善

### 中国内地
2003年7月28日，第一期港澳個人遊對廣東省4個指定城市的居民率先開始實施。
2004年7月，經過另外5次的逐步開放措施，開放城市總數達到32座，所包括的總人口數約為1.5億。當中開通範圍逐漸擴大至北京及上海兩座直轄市，以及江蘇省、浙江省、福建省及廣東省全省。
2005年11月，港澳個人遊擴展至成都、濟南、瀋陽及大連4座西部和北部中心城市，令開放城市總數增至38座，所包括的總人口數約為兩億人。
2006年4月20日，港澳個人遊落實由5月起申延至6座省會城市：江西南昌市、湖南長沙、廣西南寧、海南海口、貴州貴陽及雲南昆明。
2007年1月1日，擴展至河北石家莊、河南鄭州、吉林長春、安徽合肥及湖北武漢。5座城市逾3千萬人，人均收入約1萬。開放城市總數達到49個。
2007年以前，中國大陸居民可以申请访问签注到访香港，並無地域限制。2007年開始上述签注被取消，只有擁有指定城市户籍的居民才能夠申请港澳個人遊签注。
2009年4月1日起，深圳户籍居民可以申请“一年多行”签注，即在有效期一年内无限制地出入香港，每次逗留香港不逾一週。2015年4月13日，「一簽多行」簽注取消，改為「一周一行」簽注。2019年7月，有立法會議員揭發個人遊簽注存在漏洞，可利用設於中國大陸各大口岸的「自助簽注機」無限次續簽，而且不只限於廣東省內21個城市，在2019年4月1日「全國通辦」後其他城市居民同樣可於深圳口岸使用「自助簽注機」申請簽注，變相「個人遊」城市居民均可「一周無限行」來港，使「一周一行」簽注名存實亡，議員認為或會使黑工、賣淫和水貨活動等問題惡化。而所谓漏洞实为自动签注机的“立等可取”功能，即免预约和审批手续，直接在机器上交钱即可完成签注并领取到带签注的通行证。虽然申请签注本身没有次数限制，但该功能早在投入使用之初就被限制每两个月才可使用一次，即距离上一次使用“立等可取”功能两个月内若是再度签注，则需要进行五个工作日的预约审批，审批后才能打印签注。
2024年3月6日，扩展至西安和青岛。至此，省會和副省級城市除哈爾濱、太原、蘭州、西寧、銀川、拉薩、呼和浩特及烏魯木齊等城市外全部開通。
2024年5月27日，扩展至太原、呼和浩特、哈尔滨、拉萨、兰州、西宁、银川、乌鲁木齐8个城市。至此，内地所有的省會、自治区首府和副省級城市全部開通。
2024年11月29日，中华人民共和国出入境管理局宣布在广东省深圳市、珠海市和横琴粤澳深度合作区实施赴香港、澳门旅游“一签多行”“一周一行”。2024年12月1日起，深圳市户籍居民和居住证持有人可以申请办理赴香港旅游“一签多行”签注，并同时不再受理赴香港“一周一行”签注申请，已签发的“一周一行”签注仍在有效期内的可继续使用。2025年1月1日起，珠海市户籍居民可以申请办理赴澳门旅游“一周一行”签注；横琴粤澳深度合作区户籍居民和居住证持有人可以申请办理赴澳门旅游“一签多行”签注。

### 香港
2015年2月24日香港行政長官梁振英表示需要在同年3月初在北京出席兩會期間，將與中國大陸有關部門商討收緊現有的自由行政策，令到訪香港的人數自然增長趨勢受到控制。同年3月兩會期間，梁振英向中央政府提交收緊一簽多行政策及限制個人遊旅客數目的詳細建議，多名官員表明將會優先處理相關措施。2015年4月13日，公安机关正式停止向深圳市户籍居民签发赴香港“一签多行”签注，改为签发“一周一行”签注（但早在11日，居民已不能登入公安機關的網站辦理相關的手續）。
2024年12月1日起，深圳市户籍居民和居住证持有人可以申请办理赴香港旅游“一签多行”签注，并同时不再受理赴香港“一周一行”签注申请，已签发的“一周一行”签注仍在有效期内的可继续使用。

### 澳门
2015年2月，社會文化司司長譚俊榮接受傳媒訪問時指出，假如未來在來澳旅客增多的情況下不作出優化或控制，可能會影響澳門居民的出行。有見及此，澳門政府將會積極進行有關優化工作，讓遊客分流到更多景點，保障澳門居民的生活素質。
2015年3月，澳门行政長官办公室表示，經詳細分析和整理保安司司長、社會文化司司長以及澳門旅遊學院所呈交的澳門旅遊承載力報告，行政長官將向中央部委提交綜合分析報告，相關部委將因應澳門的實際情況和提交的承載力報告，研究如何調整和優化自由行政策和措施，並會與澳门特區政府商討，尋求旅遊承載力與居民生活素質的平衡。
2025年1月1日起，珠海市户籍居民可以申请办理赴澳门旅游“一周一行”签注；横琴粤澳深度合作区户籍居民和居住证持有人可以申请办理赴澳门旅游“一签多行”签注。

### 2019冠狀病毒病疫情期间，港澳个人游暂停实施
2020年1月28日，受内地2019冠狀病毒病疫情影響，国家移民管理局宣布自即日起暂停办理中国大陸居民往来港澳地区的旅游签注；受2019冠狀病毒病香港疫情影響，香港政府宣布大幅縮減兩地交通的措施，包括暫停簽發中國大陸居民赴港个人旅游签注；受2019冠狀病毒病澳門疫情影響，澳门行政法務司司長張永春表示，接中央政府相關部門通知，中国大陸前往澳門的个人旅游簽注将暫停受理。
2020年8月12日起，廣東省珠海市公安機關出入境管理部門恢復辦理珠海市居民赴澳門旅遊簽注；8月26日起廣東省公安機關出入境管理部門恢復辦理廣東省居民赴澳門旅遊簽注；9月23日起，全国公安机关出入境管理部门恢复办理内地居民赴澳门旅游签注。
2023年1月8日起，内地居民赴香港旅游签注恢复办理。

## 个人游与香港旅游业
自2003年實行港澳個人遊至2011年底，中國大陸有7,840萬人次通過此方式到香港旅遊，4,600萬人次通過此方式到澳門旅遊。根據2008年統計，香港約有197,000人從事旅遊相關行業，佔香港總就業人數5.6%，旅遊業佔本地生產總值2.8%。
2010年香港旅遊發展局公佈，到訪香港旅客達3,000萬人次，中國大陸佔當中的2,270萬人次，佔整體訪港旅客的63.0%，比較2009年上升26.3%，有1,420萬（62.8%）中國大陸旅客使用個人遊簽注到訪香港，比較2009年上升34.5%。2011年到訪香港旅客共4,192萬人次，中國大陸佔當中的2,810萬人。
2012年旅遊業佔本地生產總值的4.7%。旅遊業就業人數約250,900人，佔全港總就業人數6.9%。2013年訪港旅客錄得逾5,430萬人次，較2012年大幅上升12%。2014年首八個月的訪港旅客較2013年同期增加12.3%。中國大陸繼續是香港的最大客源市場，2014年首八個月的中國大陸旅客人數繼續上升至3,100萬人次，上升16%，佔訪港旅客總數的77.6%。

## 社會效益

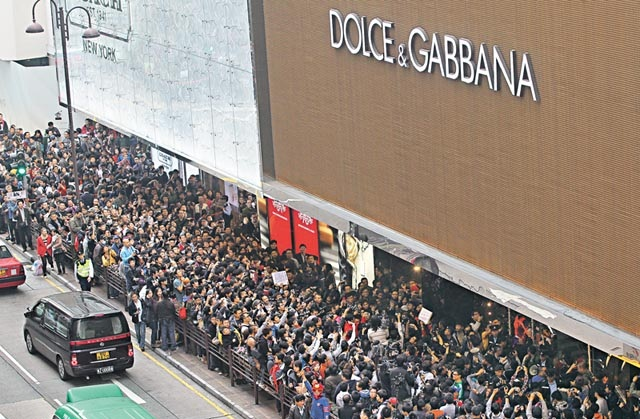
2012年1月，意大利服裝公司D&G香港分店，被指只准許中國大陸遊客攝影，而香港本地人卻不可，「禁攝事件」最終引起逾千群眾於該店門外集會。大量自由行旅客湧港與本地人的利益矛盾引起爭議

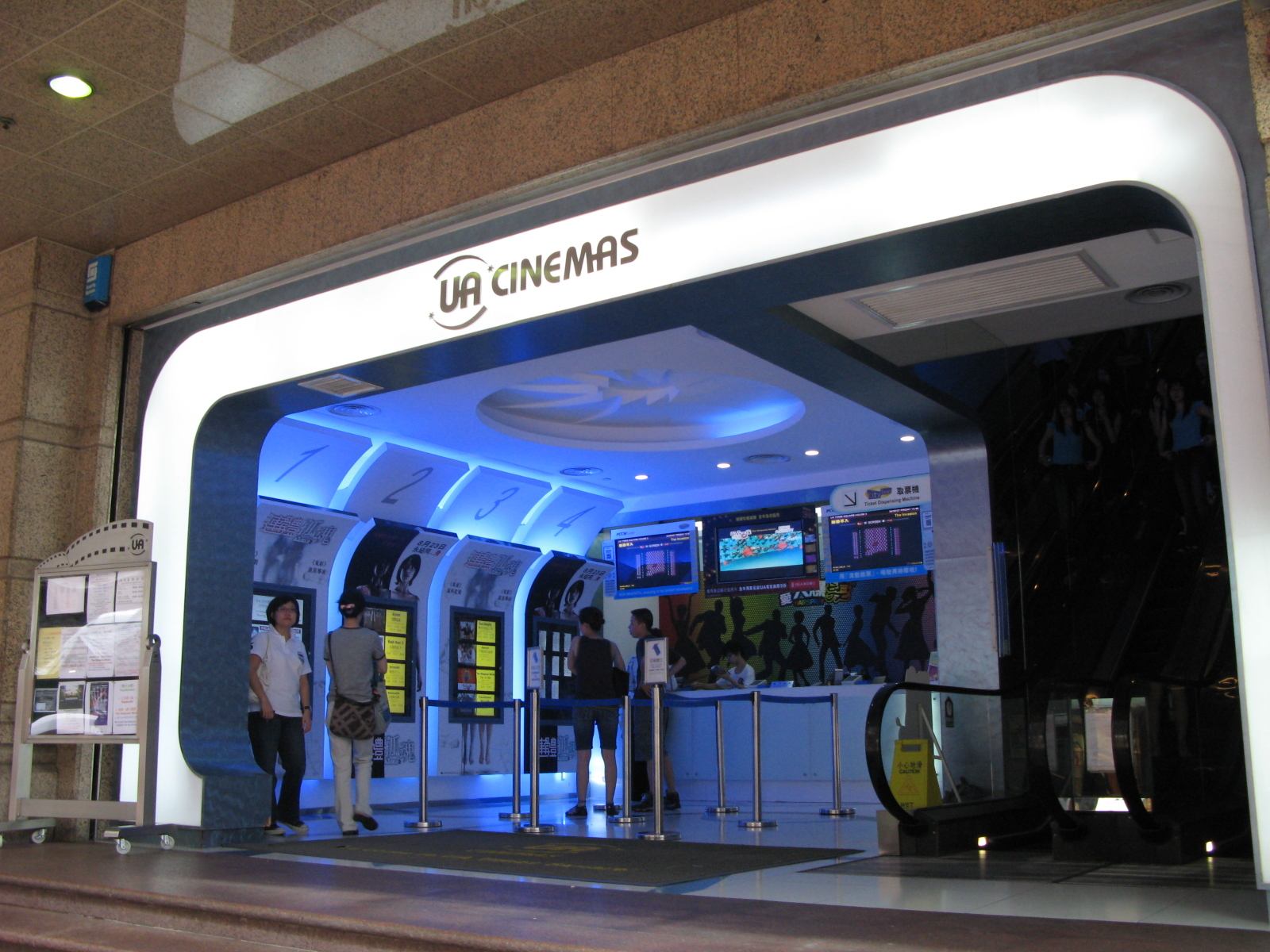
2012年1月，位於自由行購物熱點銅鑼灣時代廣場地面層的戲院，被法國名牌Louis Vuitton以逾十倍的租金承租，結業當晚有過百人包括社運人士范國威、譚凱邦等舉行「悼念」晚會，反思自由行旅客對本地人生活模式衝擊

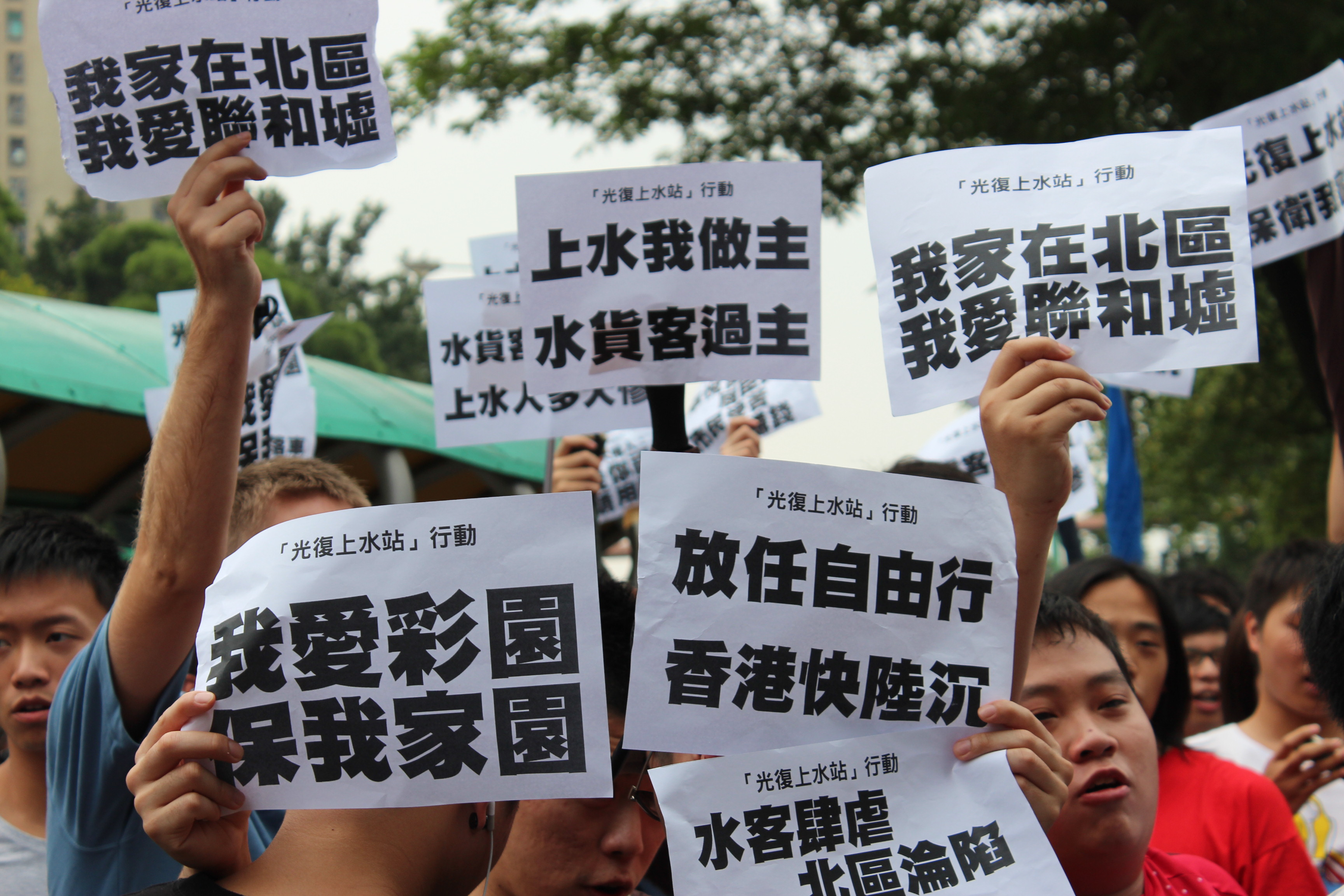
2012年9月，有居民發起「光復上水站」示威行動，針對利用自由行「一簽多行」的中國大陸走私者。示威人士不滿上水站一帶經常被自由行人士佔據，又推高物價等負面因素

自由行對香港的餐飲、運輸、零售等行業帶來就業機會，並為商舖業主、大型商場、酒店、大地產商帶來可觀收入，港澳個人遊取代旅行團成為大陸客訪港主流途徑，有報章估計，首7年有逾六千萬自由行人次為港帶來數以億元計的經濟效益，有言論指自由行政策帶動2003年由廣東省傳入的沙士（SARS）疫症所摧折的香港經濟復甦。學者雷鼎鳴質疑此說法，表示當年自由行消費額只佔香港本地生產總值百分之一，難以稱得上救香港。自由行亦帶來一些負面影響，包括罪案、黑工、行乞、物價上升、來港生育、不守秩序等行為造成的文化衝突，逐漸受到香港社會廣泛關注。
2003年起實施的自由行被視為是促進當年經濟復蘇的措施，又為主要是低學歷和低技術人士提供就業機會，當時社會甚至希望擴大自由行範圍，但時移勢易，2010年香港失業率回落至低水平，2011年5月1日，保障基層的香港最低工資正式實施，低技術工作甚至出現招聘困難，有評論稱自由行反而可能把人力市場拉緊。另一方面，香港市民關注到自由行帶來的代價；多數升斗市民不但沒有從自由行中得益，不少民生店舖更在租金壓力下結業，物品又被「搶貴」，直接影響小市民生活，大陸人以自由行方式到香港生育與本地孕婦搶床位，所誕下的子女可獲得居港權，享受香港人教育、醫療、房屋等福利，網上隨處充斥對自由行客行為欠文明的批評，可見香港社會已燃起對自由行的反彈。2012年民主派及建制派促請政府叫停及檢討政策，甚至將叫停自由行視為爭取目標。環保觸覺主席譚凱邦表示，他們發出的問卷顯示，全部新界東議員候選人反對放寬自由行，他說大部份香港人反感太多自由行旅客到香港，候選人不敢得失選民。
中國大陸旅客自由行來港自2003年實施後人數不斷上升，預計2012年全年約近三千萬，香港承受能力亦受關注，2012年6月，國家旅遊局局長稱關注香港接待大陸旅客的承受能力，而自2007年起來港自由行的城市數目已固定。直至2012年8月，深圳當局放寬非戶籍居民可申請自由行來港，不少香港人擔心自由行失控，香港旅遊發展局主席田北俊也倡擱置擴大自由行，香港旅遊業議會主席胡兆英承認，放寬自由行會影響市民生活，又認為香港政府有責任收緊審批申請。
2012年8月31日，《人民日報》海外版發表文章《樂見自由行再放寬》，文中認為放寬的自由行安排被香港業界樂觀看待，「沒有自由行，香港將在黑暗中徘徊更久」，自由行的放寬，將推動“深港同城”化（原文使用引號）。
自由行有助零售業、酒店及旅舍業、飲食業、個人服務及跨境客運服務等行業帶來經濟效益。2012年1月經濟學者雷鼎鳴分析，自由行推高零售業商舖租金價位，令不少業主受惠，而旅遊帶動的經濟增長以低技術勞工為主，對本地生產總值影響不大，但自由行增長亦帶來就業機會，對失業率影響較大，粗略推算從事自由行相關工作估計有7萬人。
部分零售業倚重自由行帶來收入，2014年初有調查顯示400多名香港百貨商業僱員總會會員之中有58%受訪者對反自由行行動反感，認為行動會影響公司營業額及僱員收入和對公司的營業額及其自身收入有幫助的，分別逾五成及七成。
跟香港相比，中國大陸旅客自由行對澳門趨向正面，澳門就業市場暢旺，人均中位數收入由2003年的4,800元澳門幣，升至2011年的10,000元澳門幣。香港則於全球經濟自由度最高的情況下，經濟體系被资本家掌控，使到自由行的營業額都全數被资本家所接收，所以許多市民無法從中受惠。

## 負面影響

### 旅行團質素不齊
2010年香港旅遊業議會表示，大部分廣東省以外的中國大陆旅行團都是參加一些低廉旅行團遊香港，這些被稱為「零團費」旅行團的遊客一般需購物以抵消過低的團費。旅行社接這些「零團費」團，為免蝕本便向帶團導遊施加壓力，加上導遊大多沒底薪，惟有軟硬兼施，以威逼利誘手段促使遊客在指定商號購物，以賺取商店舖給予旅行社的傭金作為收入主要來源，大陸旅客不滿被逼購物，常因此引發爭執。
如在2010年5月尾，大陸前乒乓球國手陳佑銘參加旅行團到香港，懷疑在香港被導遊強迫購物，期間發生衝突引至陳佑銘猝死。事後香港旅遊業議會解釋該女導遊是黑工，行使假文件工作。香港立法會議員認為，事件顯示香港旅遊業議會無能力監管香港旅行社，「業界自律」機制不可行，建議由香港政府直接監管。
2010年3月一個由安徽合肥出發到香港的旅行團，以610元人民幣，招待旅客來港4日3夜，被接待往珠寶店手表店購物，期間香港導遊李巧珍更出言威脅，如不購物，便不給飯吃和晚上沒有酒店住，更罵道：「現在是妳們欠著我的，不是我欠著妳！出來旅遊就是要消費」。片段在網絡上廣泛流傳，引起很大的爭議，香港旅遊業議會認為嚴重損壞香港旅遊業形象。
2011年初又發生香港導遊與安徽旅客爭執事件，來自安徽的遊客與香港導遊發生打鬥，中國中央電視台更以香港「旅遊醜聞」為題報道。後來該遊客改口，指是一場誤會。事後証實遊客向旅行社索償70萬元，有關旅行社賠了12萬元港幣的掩口費，而導遊認為遊客早有預謀。有輿論認為賠償會助長某些大陸遊客「旅霸」歪風，「旅霸」一詞不脛而走。

### 來港生育取福利
2001年的莊豐源案確認大陸孕婦赴港產子合法，2003年自由行實施，令大陸人變得容易到香港，使大陸婦來港產子劇增，這些父母均非香港人，被稱為「雙非嬰」，數量由2001至2011年已超過17萬，他們對香港醫療、教育，社會福利、公共資源造成沉重壓力。2006年11月，香港審計署揭發大陸孕婦在公立醫院產子欠款，超過2億元。2009年首九個月，父母均非香港人但在香港出生而領取綜援的「港童」，共有282人。大陸孕婦到香港產子引起香港社會的強烈不滿，引發市民多次上街示威抗議。在民怨沸騰之下，政府仍在尋求解決措施。2013年香港政府宣布醫院停收雙非孕婦。

### 文化衝突
部份中國大陸自由行遊客不守秩序，如個人衛生、喧嘩、插隊等「橫行霸道」行為，而中國大陸游客消費推高租金和物價，令香港人感到不安，部分香港人抗拒感覺擴大，漸演化成社群對立。2012年，香港零售管理協會主席麥瑞琼表示，大陸客確令港人困擾，有香港人已不喜歡去銅鑼灣及尖沙咀。香港理工大學社會政策研究中心主任鍾劍華根據調查分析，每三個香港人就有一人抗拒自由行。次文化堂社長彭志銘認為中國大陸消費力令香港失去本土性格，旺角被迎接大陸客的藥房、珠寶店、電子產品店及化妝品店所佔，他斥責大陸人一些惡習。香港時裝設計師協會副主席馬偉明認為，大陸人正文明起來，不是人人都不禮貌，有些水平都很高。
2023年，COVID-19疫情相對緩和和結束後，港澳個人遊亦陸續恢復和擴大開放城市，在中國大陸的一些社交平台如小紅書等興起“打卡”文化熱潮，據部分統計數字得出旅客的年齡層更趨向年輕化，這些年輕的旅客透過在交平台不斷宣傳。打卡熱點、網紅食店等，吸引不少這些使用這些社交平台的旅客前往，部分位處“民生區”的景點突然一夜爆紅，變成“新景點”，由於部分打卡點的取景處較為危險，一些旅客無視道路安全走出馬路“橫衝直撞”、“大搖大擺”地走到馬路中央“打卡”拍照，造成部分道路使用者的安全隱患，嚴重可能會釀成交通意外，澳門本地網民稱這些危險“打卡”行為的旅客簡稱為“廿二萬”，全稱“行走中的廿二萬”；澳門治安警察局就針對有關行為在警員執勤期間對這些馬路上危險“打卡”的旅客作出檢控，罰款金額為300澳門元，社會眾多意見指罰款金額過低，建議在加強教育的同時，優化行車和行人安全設施，打擊行人違規屢禁不止的情況。

### 商舖單一化

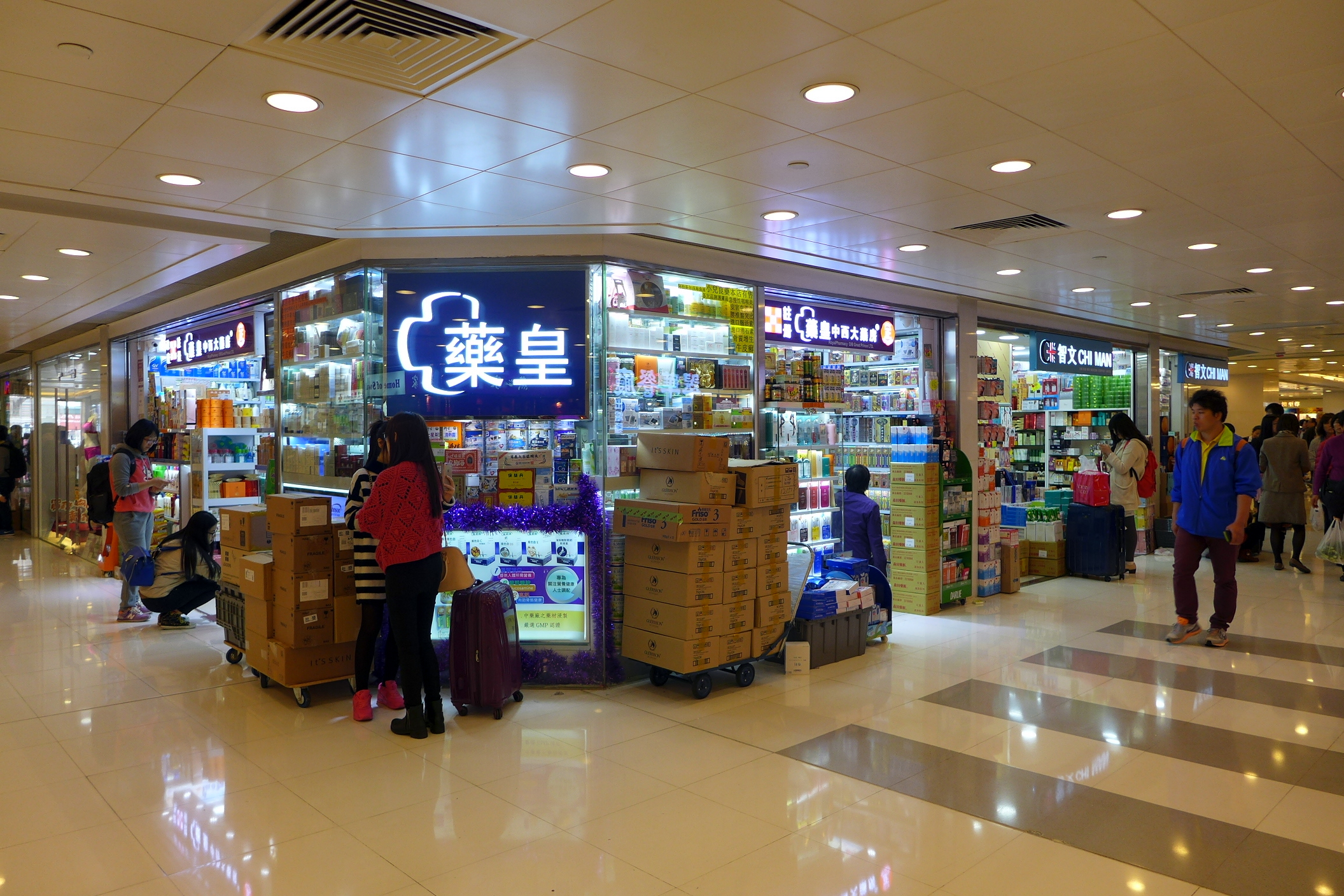
沙田廣場自2014年起愈來愈以自由行客及水貨客為對象，場內現有14間藥房

自由行為本地商业區商舖租金帶來壓力。由於商舖供應緊絀，零售舖位的租金因此在2004年至2013年期間平均上升69.4%。位於傳統旅遊區的商舖租金受到影響，亦帶動新界商舖租金上升，尤其是屯門及東鐵沿綫的上水、粉嶺及沙田等地區。同時改變這些地區的零售格局，使以中國大陸訪港遊客為對象的購物商場和商舖在上述地區激增。與此同時，一些照顧本地居民需要的小型店舖則被迫遷往其他較偏僻而租金較便宜的地區。化妆品及个人护理用品店数目于2004年至2013年期间激增15倍，但售卖一般粮油食品、家庭用品、书报及文具的商店相对分别减少29.5%和25.4%。

### 物價上升
2012年3月學者雷鼎鳴認為，香港要為自由行政策付上代價，例如歐美名牌、奶粉等產品都非香港製造，香港分到的利潤有限，自由行旅客來購物，亦造成租金和物價上升，本地人生活水平下降。大量自由行遊客令地方擠迫、酒店價格上升，使歐美及亞洲其它地方的旅客卻步。

### 水貨客問題
由於中國大陸不少食用品均涉及食品安全問題（例如嬰兒食用奶粉），而有關產品進口中國大陆須收取關稅（例如中國大陆的奶粉（HS 04021000，04022100）2012年入口關稅5%），不少持有一簽多行的人以水貨圖利，而海關檢查鬆懈，就算被檢獲，海關人員收受利益就可放行亦時有聽聞，引致邊境附近地區例如上水的商鋪嚴重單一化，街道被大量水貨客霸佔，造成行人路阻塞和衛生問題，影響有關地區居民的日常生活。最終引發光復多區行動爆發。
2020年上旬，中國大陸、香港和澳門爆發COVID-19疫情，香港與中國大陸、香港與澳門各自實施嚴格邊境管制，往返香港自由行全部暫停。除「回港易」人士由廣東省低風險地區返回香港無須隔離檢疫，往返中國大陸和香港、香港與澳門邊境的所有人士須接受當地防疫政策於指定地點接受14天或21天醫學觀察，對香港境內水貨客的生計做成進一步打擊。2020年中旬澳門特別行政區政府與廣東省人民政府就放寬通關限制進行商討，從2020年6月中旬起開放名額供澳門人士經兩個指定口岸 (港珠澳大橋和橫琴口岸) 入境珠海；2020年7月15日起更放寬所有往返粵澳口岸人士通關政策，只要持有7天有效COVID-19病毒核酸檢測陰性證明就可以往返珠海及澳門，後期更恢復全國往返澳門自由行政策，受疫情影響不少澳門本地居民失業和部分中國大陸勞工被辭退在即都開始加入水貨走私行列，加上有香港水貨集團看準時機在澳門分一杯羹，導致澳門境內水貨客問題比疫情爆發前更趨向嚴重，引發社會和衛生上的問題以至關注。

### 罪案增加
街頭行騙、店鋪盜竊、非法擺賣、黑工、行乞、偷鐵及斬樹黨，以及中國大陸女子在香港賣淫等罪案，隨著大陸自由行人數增加而同時增多。根据香港警务处統計，2011年至2013年中國大陸旅客在香港触犯刑事罪行被拘捕的人数分别为1,207、1,341及1,342人。以往這類中不法分子多是偷渡入境，現時不法之徒不用冒險偷渡入境，以自由行公然來港犯案，另一方面，自由行方便走私集團利用人身藏匿方式攜帶走私物品。澳門2005年上半年整體犯罪統計數字，比去年同期上升10.8%，達5,139宗。澳門保安司司長張國華認為，中國大陸民眾在澳門犯罪數字增加，與開放「自由行」有關。

### 黑工問題
2004年9月，香港政府規劃署進行一個名為《二〇〇三年度跨界旅運統計調查》顯示，發現14%到香港的目的是工作。在未獲入境事務處批准從事任何業務均屬違法，職工盟副主席張麗霞認為這與當局執法不力有關。根據澳門保安司公布資料，2007年上半年，逾期逗留澳門的中國大陸人逾萬，當中以自由行身份來澳逾1,700人，比較去年同期增加八成半，有526人是在當黑工而被抓獲，他們大部分是從事建築地盤、賣淫和在賭場沓碼。

### 特種兵旅遊（零元遊和窮遊）

#### 佔用公共資源
2024年元旦期間，大量中國大陸旅客觀賞香港除夕倒數煙花匯演後趕回程返回深圳市或珠海市，大陸瘋傳「0元遊」攻略，即日來回「窮遊」香港，被坊間形容為「負消費」現象。教導旅客購買港鐵全日通、參觀免費景點以及使用香港公共廁所或浴室等“省錢免費法”，更使用旅遊發展署的優惠劵賺盡「著數」，評論指出中國大陸樓市爆煲後，財負效應都影響到居民消費，導致更多旅客選擇不過夜和省錢消費，更選擇即日來回返回深圳或珠海。對於“特種兵”旅遊對香港本地中小企造成負面影響，有香港立法會議員建議推出「訪港旅客折扣券」稱可以吸引旅客過夜，但文化體育及旅遊局局長楊潤雄反駁，疫後過夜客較疫前增加一成，不同人對價錢平與貴，是否願意留低，是其個人選擇。
2024年6月，中國大陸社交平台小紅書更教路一些“特種兵”旅客露宿街頭或不睡覺通宵直落以節省昂貴的酒店錢，如遇極端天氣亦整理出特區政府免費提供的避寒、避暑中心地點和開放時間。香港國際機場亦是一個過夜好地方，利用「過夜法寶」機場某角落把物品藏起來，並拍照上傳網絡，又貼心地標示地點位置，等一個有緣人拿來使用。甚至有“特種兵”旅客在24小時食肆如海底撈、麥當勞等過夜，不少香港網民對上述方法嘖嘖稱奇，更表示可以套用在「窮遊日本」，另有網民表示不理解「去旅行這麽辛苦為了什麽？體驗乞丐生活？」

#### 賭場提供免費美食及交通
自2023年恢復通關後，中國大陸社交分享平台「小紅書」或「抖音」湧現了大量「$0窮遊澳門」的攻略短片，片中有不少網紅都仔細教遊客如何「攞盡」各大賭場提供的免費飲食及交通優惠，做到不花一分一毫，也可以在澳門「有得食有得玩」，盡享當地美食。不過這些旅遊著數攻略卻在網上引起激辯，雖然有人讚賞短片教懂旅客如何「慳荷包」，但不少網民特別是澳門人質疑這是教人「白嫖」澳門，形容這就如「丐幫秘笈」，覺得網紅不應推廣窮遊手法，更對澳門本地經濟和旅遊形象造成重大的負面影響。其中在“小紅書”一個網紅拍攝的2分30秒的影片教旅客“0元遊澳門”玩景點和於賭場內享用免費美食，吸引7.5萬人讚好以及8.4萬人收藏。

#### 傳澳門政府要求賭場暫停提供免費小食
2024年6月12日，博彩媒體《亞博匯》消息，指社交平台流出博彩監察協調局要求各承批公司（即六大博企）停止向賭場裡的人提供免費小食，原因可能當局擔憂這種做法影響到當地中小企的生存空間。另有一些供應方在網上反映，他們最近數張大額訂單無故被取消，他們突然收到某間承批公司的通知需要臨時取消訂單，令供應商無故失去數十萬訂單。據一些評論認為，暫停供應的原因是政府認為娛樂場免費飲食影響了澳門中小企的經營環境，因為部分旅遊客只集中在娛樂場拿取免費小食，不到其他地方消費。不過，該媒體記者在當天到訪部分位處澳門市中心周邊的賭場瞭解，部分娛樂場依然有供應免費小食，而娛樂場職員更向記者指「未收到指示要暫停供應免費小食」。

#### 港澳中小企經營困難和結業潮
對於中國大陸旅客在港澳兩地“窮遊”和“白嫖”等問題，“港澳車北上”、港人澳人北上等也導致香港和澳門社區經濟，特別是傳統的“居民區”商店、街市商販等中小企造成重大的負面影響；澳門方面，傳統旅遊區沒人消費，旅客只要到主要景點“打卡”後離開，隨後到酒店賭場內消費、購物或享用免費美食，再加上每年的現金分享計劃自2023年開始加上澳車北上政策推出後，導致本地居民北上珠海消費，加劇中小企商戶“結業潮”，特別是俗稱“民生區”（居民區）的中小企較為明顯。
澳門北區商會指出其中祐漢、黑沙環一帶的旺鋪或十數間中小食肆被迫結業，甚至出現經營壓力並走向被迫結業的邊緣；一些中國大陸社交平台更特別介紹「窮遊澳門」的訣竅，包括乘免費發財車及進大型博彩娛樂場所免費飲食的竅門，導致“民生區”一帶中小企未受惠於旅遊業的影響，處於水深火熱的邊緣及缺乏競爭力，並建議政府發展“夜經濟”讓旅客進入關閘周邊的“民生區”而發展社區經濟，以及開設往返六大片區至各博企巴士專線以活化歷史片區項目。
2024年6月12日，旅遊局副局長程衛東出席電台節目「澳門講場」以「客觀數字」回應指反映旅客享用娛樂場的免費飲食之外，亦在澳門更多消費，但惹來其他聽眾批評更反映有關賭場免費飲食對不少中小企造成重大負面影響，更對社區經濟沒有多大貢獻。；同場出席的文化局局長梁惠敏表示，不同旅客有不同選擇，不排除仍有很多旅客選擇深度遊，他們真的很想認識澳門的文化，政府繼續做好不同文化節慶活動。

### 承載力及交通超負荷問題

#### 網紅打卡點興起 交通出行未能應付需求
每逢中國大陸長假期期間，港澳多處旅遊景點人頭湧湧，港澳多個景點或交通工具出現不同程度排隊輪候的人龍。
2025年5月2日，港澳地區迎來出行高峰共錄得超過20萬人次入境，其中在香港的港鐵落馬洲站在上午入境高峰和晚上離境高峰時段出現網路大塞車，導致大批乘客無法在同一時間透過手機啟動車票二維碼入閘或出閘，期間站內實施一度實施人潮管制和出現少量混亂情況，港鐵隨後在晚上離境高峰時段因實際情況一度間歇性採取乘客不用拍卡出閘的安排以疏導人流。翌日起提升網絡數據的處理能力、增加無線上網容量。

#### 澳門巴士承載力不足 影響民生區居民通勤或出行
在每年春節、五一和十一黃金周期間，大批旅客訪澳導致澳門交通出現承載力不足及超負荷問題，當中公共巴士及發財車同樣出現超負荷和人滿為患的問題，特別是當地上班上課的日子與中國大陸黃金周假期當天重疊時最明顯，例如途經關閘前往大三巴牌坊一帶的17路線經常被旅客擠滿，新馬路人潮太大，讓警方疲於奔命地作出疏導，反映出澳門旅客承載力的問題。
在2024年國慶黃金周期間入境旅客數量於2024年10月2日至4日當天達到16萬至17萬人次；2025年5月2日和5月3日錄得超過20萬人次旅客入境澳門，打破2019年疫情爆發前的出入境記錄，多個陸路口岸、行經各旅遊景點或周邊一帶的巴士迫滿乘客更未能疏導的人潮。
在部分黃金周假期的日子如2024年的十一假期或2025年的五一假期，由於與澳門當地正值上班上課日重疊，居民和旅客要“爭搭”巴士，導致多個巴士站如關閘總站、水坑尾、十六浦、亞馬喇前地、氹仔或路氹連貫公路等出現大批旅客或居民滯留等候巴士，幾乎每班巴士都擠滿人導致居民和旅客無法上車，澳門多區更出現嚴重交通擁堵；在2024年的十一假期碰上工作日期間，不少居住於氹仔或路環但在澳門半島上班上學的居民無法上車回家，被迫經嘉樂庇總督大橋步行回家或前往媽閣站乘坐輕軌氹仔線再返回氹仔或路環。
交通事務局於2024年10月7日在官網公佈10月1日至6日公共巴士總客量361.6萬人次，日均72.3萬人次，日均開出9,640班車；並表示高度關注黃金周期間陸路交通情況，已按事前評估作出多項臨時交通安排和巴士服務調整，將繼續完善和評估各項細節安排作改善。
澳門本地公共交通系統在旅客數量多的時候表現出承載力不足及癱瘓之問題，更反映出軌道交通建設和規劃存在一定的問題，位處中區一帶的主要旅遊景點如大三巴牌坊、新馬路、外港區的周邊一帶完全沒有輕軌服務覆蓋或規劃；而位處在北區的關閘或青茂口岸兩個主要出入境口岸的輕軌東線項目仍在建設中，最快要到2029年通車，導致旅客們要非常倚賴公共巴士、發財巴或的士出行往返出入境口岸或各個主要旅遊景點。輕軌媽閣站直至2025年作為唯一設在澳門半島的澳門輕軌車站，由於位置偏僻、加上輕軌與巴士之間沒有轉乘優惠和宣傳，導致未能吸引居民或旅客到媽閣站使用輕軌再轉乘該站旁的巴士總站內其他巴士路線去往返澳門半島區內的民生區、主要景點或出入境口岸，導致輕軌部分區間在大型節假日期間未能夠疏導及分流大量旅客的作用。再加上澳門半島區內路網基建局限，導致公共巴士運載力難以大幅提升，無法在短時間內應付大量旅客及居民出行需求；而且澳門政府多次表明不允許“網約車”合法化，導致本地市民和訪澳旅客不滿，對澳門作為旅遊城市的形象已造成負面影響。

## 抗議

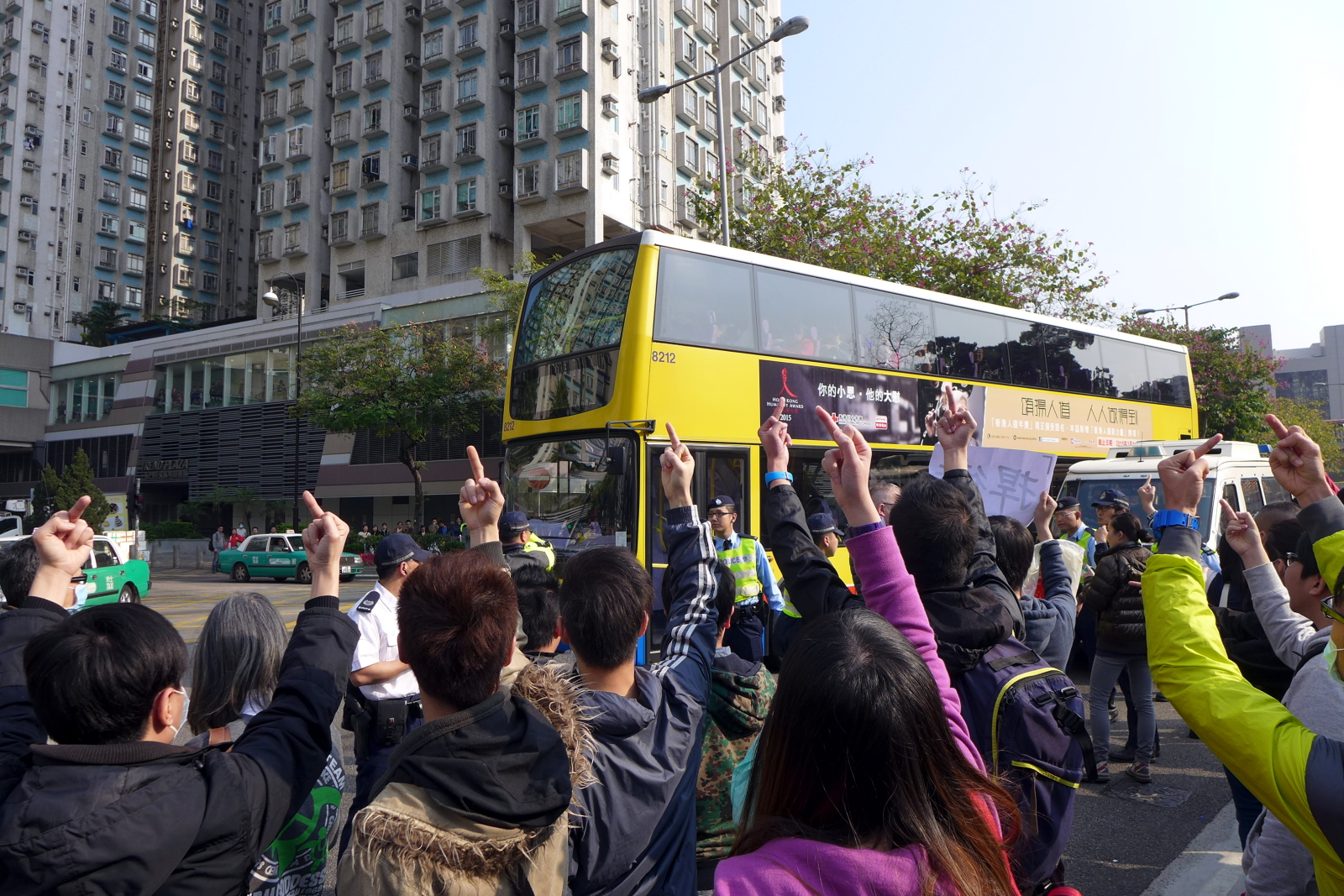
2015年2月光復屯門行動，示威者向城巴B3X線巴士上的中國大陸乘客豎中指

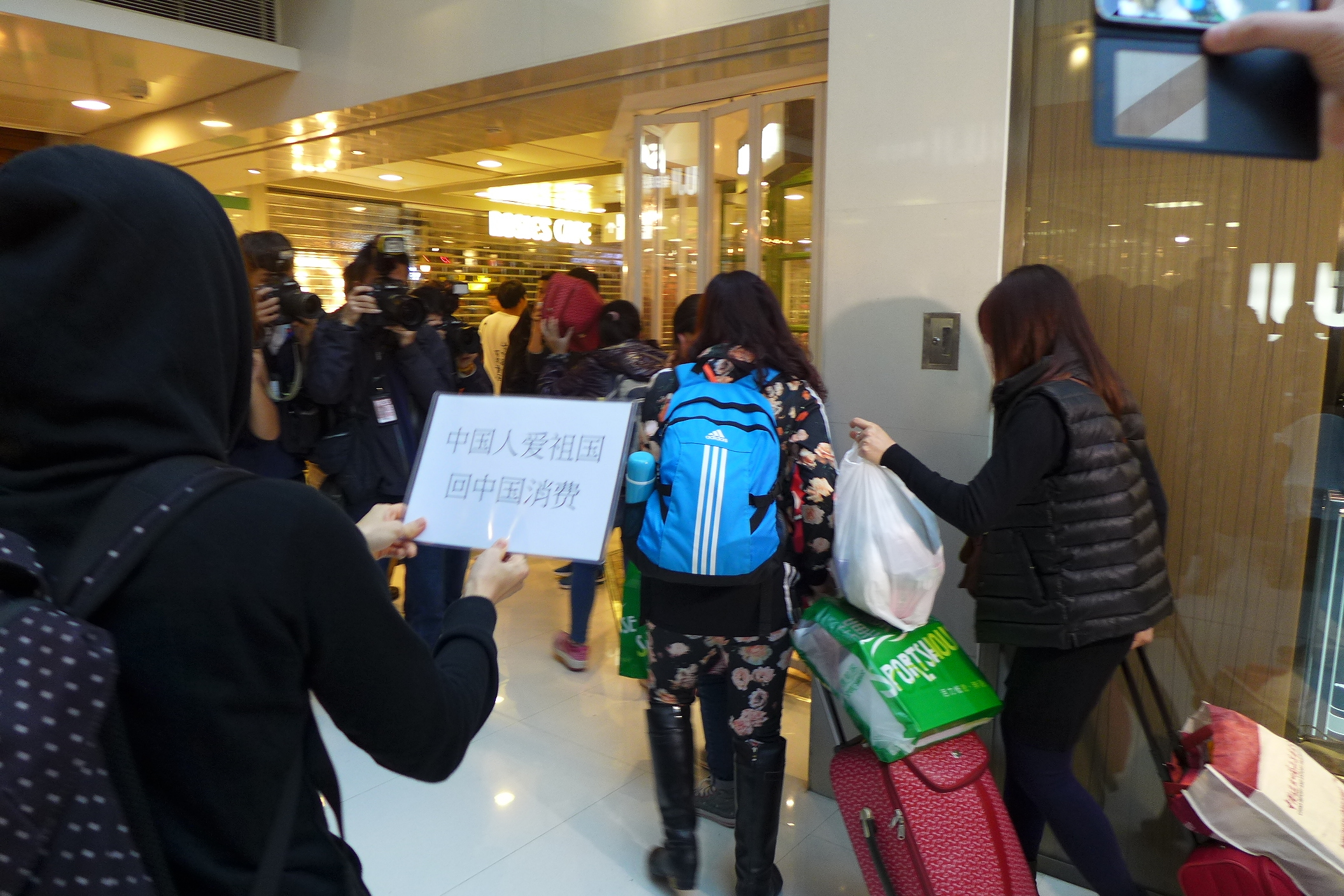
2015年2月捍衛沙田行動，示威者向攜帶行李箱之大陸遊客展示「中國人愛祖國，回中國消費」橫額

2013年8月底，香港立法會議員范國威（新民主同盟）、毛孟靜（公民黨）、張超雄（工黨）、環保觸覺主席譚凱邦、保衛香港自由聯盟發言人韓連山及多名社運人士在Facebook發起「抗融合．拒赤化．反盲搶地 一人$100換特首 還香港人一個家 （页面存档备份，存于）」行動，由數百位港人集資於9月3日在《明報》及《都市日報》刊登「反梁」廣告，批評梁振英漠視港人利益，讓自由行陸客「肆虐」香港，破壞香港的文明和秩序，香港人基本生活需要不斷被剝削，已讓港人忍無可忍，表明「換特首是出路」，促請中央政府停止干涉香港內部事務；並在臺灣《自由時報》刊登「香港面對嚴重中國化，請台灣引以為鑑」廣告，讓臺灣人明白香港引入中国内地新移民及旅客後港人所面對的苦況，不要讓臺灣被中國大陆客攻陷。
2014年2月至3月，網上群組「反赤化．反殖民」在尖沙嘴廣東道、沙田新城市廣場、旺角及銅鑼灣舉行連串「驅蝗行動」，抗議自由行旅客擠爆香港，搶奪資源，推升物價，並驅趕大陸自由行旅客。
2015年1月起，香港境內水貨客問題日趨嚴重，水貨客充斥着屯門及東鐵綫沿線，長期霸佔通道，同時造成物價膨脹及租金上升，一帶小商店被藥房及名店取代，嚴重影響居民生活。本土派政治組織及社交網絡群組先後在網上發起光復屯門、捍衛沙田及光復元朗行動，要求政府加強打擊水貨客問題、取消一簽多行、以至反對商場租戶傾向自由行的商店。